# Feeling Myself
 (juin 2017).
Si vous disposez d'ouvrages ou d'articles de référence ou si vous connaissez des sites web de qualité traitant du thème abordé ici, merci de compléter l'article en donnant les références utiles à sa vérifiabilité et en les liant à la section « Notes et références ».
Pistes de The Pinkprint
Get On Your Knees
(4) Only
(6)
Feeling Myself est une chanson de la rappeuse américano-trinidadienne Nicki Minaj, venant de son troisième album studio The Pinkprint, et à laquelle participe la chanteuse américaine Beyoncé.
Elle a été écrite par Minaj, SZA, Beyoncé et Hit-Boy, et produite par ces deux derniers.

## Développement
En mai 2014, le manager de Minaj, Gee Roberson, l'informa que Beyoncé voulait un remix de sa chanson Flawless auquel participerait Minaj. Beyoncé envoie à Minaj une nouvelle version, lui disant : « Je veux que tu sois toi. Je ne veux pas que tu te retiennes. » Minaj accepta de faire la chanson avec elle et, en retour, Beyoncé fut présente sur The Pinkprint. Il fut fait appel à l'auteure-compositrice-interprète SZA pour l'écriture de parties de la chanson : elle travailla en studio avec le producteur Hit-Boy sur la chanson. Au cours de la session de studio, SZA écrivit les paroles de la chanson et Beyoncé et Hit-Boy la produisirent.

## Composition
La chanson est construite sur un rythme West Coast au synthétiseur, à la basse et aux percussions, incorporant des cloches et des sifflets. La chanson contient des bords rugueux, avec des synthétiseurs hauts et des paroles intenses qui tournent autour des deux chanteuses Minaj et Knowles « se vantant » à propos d'elles-mêmes.

## Clip vidéo
Le 18 mai 2015, le clip est diffusé exclusivement sur le service de streaming de musique Tidal. Il présente les deux chanteuses dans différentes scènes à Coachella et plusieurs autres endroits. En juin 2015, Billboard nomme Feeling Myself comme une des dix meilleures vidéos musicales de la première moitié de 2015.

## Accueil
Pitchfork a nommé la chanson « meilleure nouvelle chanson » de la journée, Molly Beauchemin commentant que « Nicki Minaj est la seule femme qui peut obtenir Beyoncé de répondre à son appel. Quand une femme est capable « d'arrêter le monde» (Stoppin' the world) vous dit de « poursuivre » (Carry on), il n'y a pas d'autre choix que de l'écouter ». En outre, Pitchfork nomme Feeling Myself la 13e meilleure vidéo musicale de 2015.
Feeling Myself a culminé à la 39e place dans le Billboard Hot 100. Au 30 mai 2015, la chanson avait été vendue à 474 000 exemplaires aux États-Unis.

## Interprétations
Le 24 juillet 2015, Nicki Minaj interprète Feeling Myself au Summer Concert de Good Morning America. Elle interprète également  la chanson pendant le Pinkprint Tour. Le 20 octobre 2015, Minaj et Beyoncé interprètent la chanson au concert de charité Tidal X 10/20 au Centre Barclays à Brooklyn.